# Okrucieństwo (film)
Okrucieństwo – rosyjski dramat filmowy z 2007 roku w reżyserii Mariny Lubakowej.

## Obsada
- Renata Litwinowa jako Zoja
- Eugeniusz Sierow jako on
- Anna Biegunowa jako Wika
- Aleksiej Frandetti jako tancerz
- Olga Oniszczenko jako matka
- Sasza Astachowa jako Lenka

i inni.

## Nagrody
- Nagrody i nominacje dla filmu – lista nagród w bazie IMDb (ang.)